# Megacoeloides annulatus
Megacoeloides annulatus är en stekelart som först beskrevs av Brulle 1846.  Megacoeloides annulatus ingår i släktet Megacoeloides och familjen bracksteklar. Inga underarter finns listade i Catalogue of Life.